# Chery Qiyun
De Cowin (Qiyun) is een auto van het Chinese automerk Chery en is gebaseerd op de eerste generatie Seat Toledo, net als zijn voorganger Chery Fulwin. In 2003 ging de Qiyun (codenaam SQR7162) in productie, later werd voor de naam Cowin gekozen als Engelstalige vertaling. In onder andere Rusland en Oekraïne is het model onder de naam Amulet verkocht.
De Cowin werd onder meer geleverd met de 1.6 liter Tritec motor, die werd ontwikkeld door BMW en Chrysler. Later werd het model voorzien van 1.3 en 1.5 liter Chery ACTECO motoren met 83 respectievelijk 109 pk. Sinds 2010 heeft het model de naam Cowin 2 en in 2011 is het model nogmaals vernieuwd.